# District Chasynski

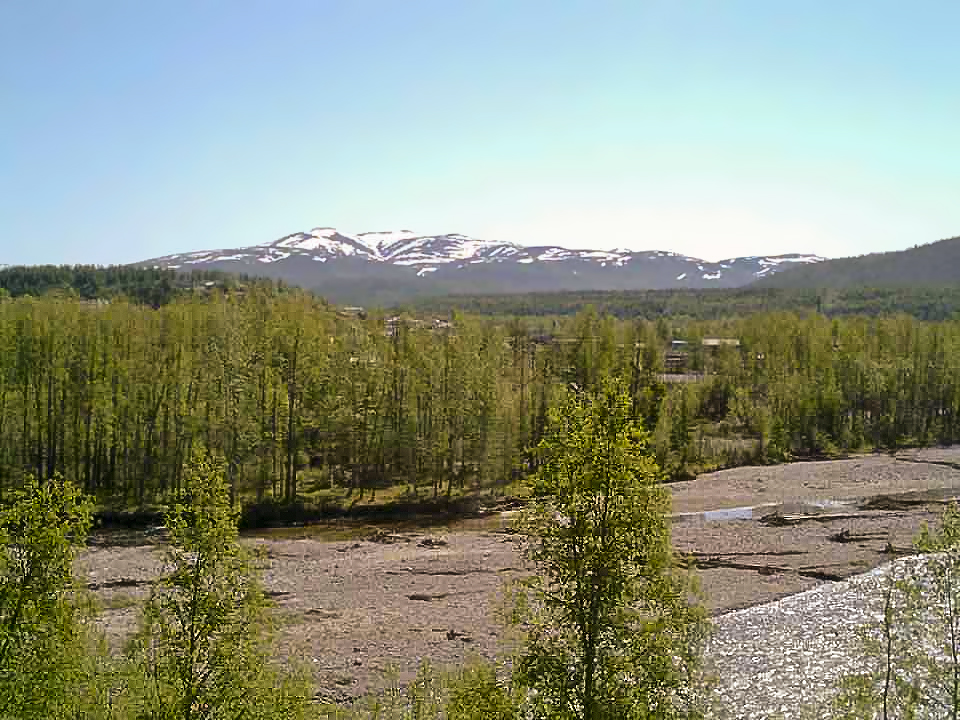
Omgeving rond Palatka

Het district Chasynski (Russisch: Хасынский район; Chasynski rajon) is een van de 8 gemeentelijke districten van de Russische oblast Magadan. Het bestuurlijk centrum is de plaats Palatka, dat op 82 kilometer ten noorden van Magadan ligt. De bevolking daalde in de jaren na de val van de Sovjet-Unie met 66,1%; van 30.866 personen in 1989 naar 10.465 personen in 2002.

## Geografie
Het district werd op 30 december 1966 geformeerd binnen de oblast Magadan. Het district werd vernoemd naar de belangrijkste rivier die erdoorheen stroomt; de Chasyn.
Het district grenst in het noorden aan de districten Jagodninski en Srednekanski, in het oosten aan de districten Omsoektsjanski en Olski, in het zuiden aan het stedelijk district van de stad Magadan en in het westen aan de districten Olski en Tenkinski.

### Klimaat
Het district ligt in een gebied met een streng landklimaat met lange strenge winters en korte koele zomers. De gemiddelde temperatuur bedraagt in januari gemiddeld -19 tot -23 °C in het zuiden en -38 °C in het noorden. In juli zijn de gemiddelde temperaturen voor het noorden en zuiden respectievelijk 12 en 16 °C. De jaarlijkse neerslag bedraagt 300 tot 700 mm. Het groeiseizoen bedraagt gemiddeld niet meer dan 100 dagen per jaar. Behalve in de riviervalleien komt overal permafrost voor.

### Flora en fauna
Het district ligt in de noordelijke taigazone, waar rotsachtige bosgronden overheersen. Taigabossen zijn schaars en bestaan vooral uit Aziatische lariks (Larix gmelinii). In het gebied komen onder andere eekhoorns, sneeuwhazen, vossen, beren, veelvraten, wezels en rendieren voor. Qua vogelsoorten bevinden zich er vooral patrijzen, eenden en ganzen. In de rivieren en meren komen nelma (Stenodus nelma), vlagzalm, Salvelinus, stierforel en kwabaal.

### Beschermde gebieden
- zoölogische zakaznik Atkinski: 1230 km² met het bedreigde sneeuwschaap
- natuurmonument Talski (aquatisch): bron, waarvan het water door scheuren in kleiachtige schisten uit het late Trias dringt door andesietlagen;
- natuurmonument Chasynski (botanisch): relicten van Gewone vogelkersbossen en vloedlandbossen aan de Chasynrivier in de dorpen Splavnaja en Chasyn;
- natuurmonument Bazaltovy (geologisch): gefragmenteerde blootgestelde zwarte basaltlagen en kristalliene lagen (geoden) van bergkristallen, agaten en amethisten;
- natuurmonument Petsjany (geologisch): zandige lagen met een dikte van meer dan 100 meter, waarin zich dierenresten uit het late Perm, begin Jura bevinden.

## Economie en transport
In het district bevindt zich de grootste goudraffinaderij van Rusland. In het gebied wordt zowel goud als zilver gewonnen. Ook wordt er tuinbouw bedreven in kassen. Ook bevindt zich hier het grootste kuuroord van het noordoosten van Rusland. Verder zijn er een aantal bedrijven die zich bezighouden met de voedselindustrie en bevindt zich er een sovchoz voor melk en groenten en een aantal landbouwbedrijven.

## Plaatsen
Andere plaatsen in het district zijn Boerkot (s), Chasyn (p), Jablonevy (s), Molotsjnaja (s), Novaja Arman (s), Povorotny (s) en Splavnaja (s). De plaats Mjakit (p.g.t.), die in 1989 nog 682 inwoners had, werd in de jaren 1990 gesloten.
Bestuurlijk centrum:Magadan

Soesoeman

Districten: Chasynski · Jagodninski · Olski · Omsoektsjanski · Severo-Evenski · Soesoemanski · Srednekanski · Tenkinski